# Sârca, Iași
Sârca este un sat în comuna Bălțați din județul Iași, Moldova, România. Distanța de la Iași la Sârca este de 34 km.